# Nepeta stenantha
Nepeta stenantha là một loài thực vật có hoa trong họ Hoa môi. Loài này được Kotschy & Boiss. mô tả khoa học đầu tiên năm 1879.